# Champ-de-Mars (stacja metra)
Champ-de-Mars – stacja metra w Montrealu, na linii pomarańczowa. Obsługiwana przez Société de transport de Montréal (STM). Znajduje się w Vieux-Montréal, w dzielnicy Ville-Marie.